# Przypadki Piotra S.

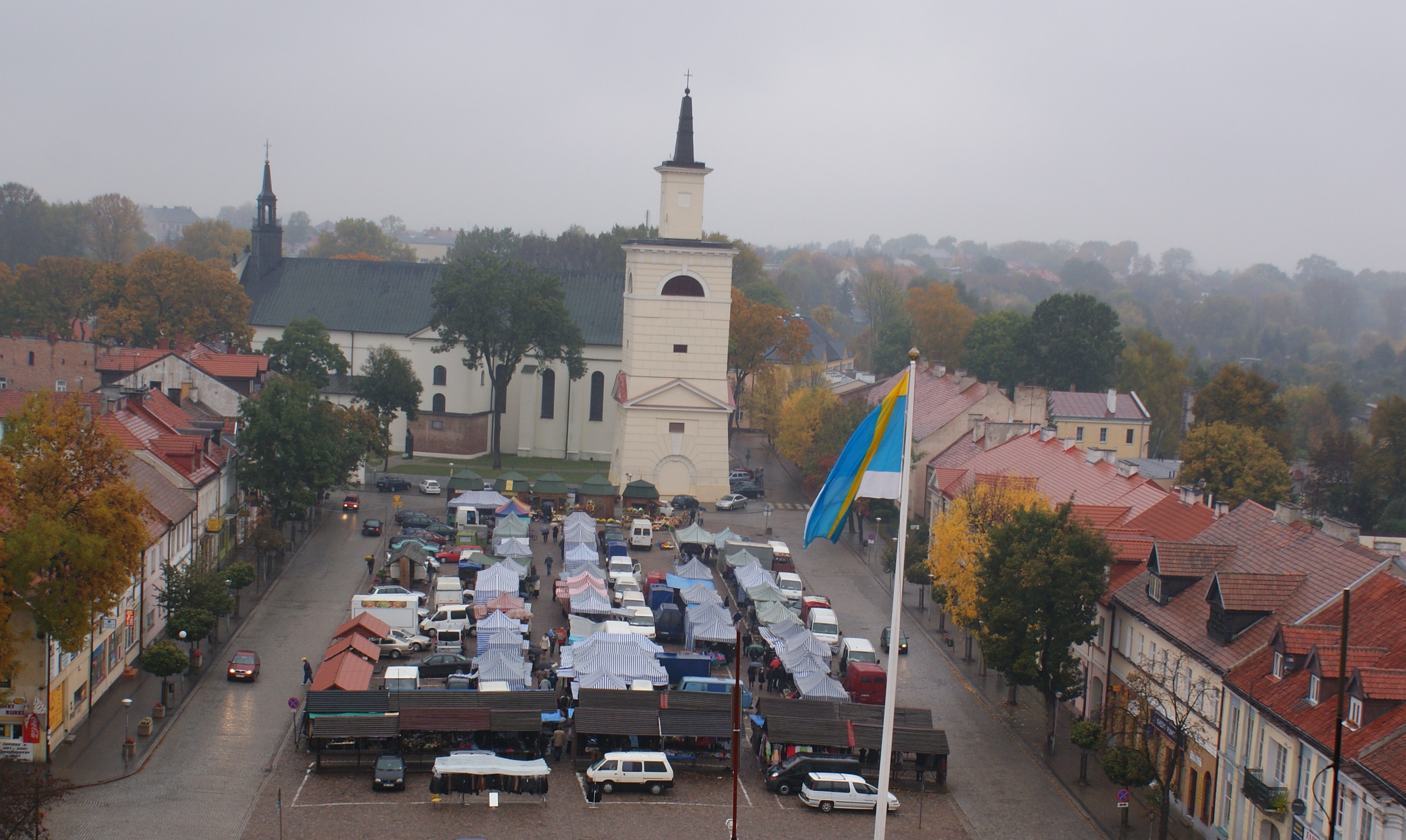
Pułtuski rynek, na którym zrealizowano część zdjęć

Przypadki Piotra S. – polski film fabularny z 1981 w reżyserii Stanisława Jędryki.
Plenery: Pułtusk.

## Fabuła
Piotr Szczerba jest wychowankiem domu dziecka. W ośrodku jest znany z wszczynania konfliktów i niełatwego charakteru. Postanawia usamodzielnić się i podejmuje pracę w brygadzie elektromonterskiej. Także w tym miejscu nie odnajduje dla siebie spokoju, zaś głównym jego celem jest odnalezienie tam swojej nieznanej matki.

## Obsada
- Piotr Probosz – Piotr Szczerba
- Piotr Fronczewski – kierownik domu dziecka
- Gabriela Kownacka – Jola
- Monika Stefanowicz – Agnieszka
- Zdzisław Kozień – Pawelas
- Zbigniew Buczkowski – Heniek
- Marian Opania – dyrektor
- Hanna Mikuć – podrywaczka
- Emilia Krakowska – biologiczna matka Piotra
- Tomasz Zaliwski – przełożony w pracy
- Marcin Troński – spawacz chuligan
- Mariusz Benoit
- Tomasz Grochoczyński
- Jacek Strzemżalski
- Jan Prochyra – kierownik domu dziecka